# Ковиља
Ковиља (порт. Covilhã) је значајан град у Португалији, смештен у њеном источном делу. Град је у саставу округа Кастело Бранко, где чини једну од општина.

## Географија
Град Ковиља се налази у источном делу Португалије. Од главног града Лисабона град је удаљен 280 километара североисточно, а од Портоа град 250 километара југоисточно. 
Рељеф: Ковиља се налази у планинском подручју, на знатној надморској висини од 650-700 m. Град је смештен у долини Кова, око које се земљиште издиже изнад 1.000 m. Западно од града издиже се планина Естрела, а источно почиње средишња висораван Иберијског полуострва, Мезета.
Клима: Клима у Ковиљи је умерено континентална клима са значајним утицајем знатне надморске висине (оштрије зиме са снегом, не тако топла лета).
Воде: У околини Ковиље протиче неколико потока.

## Историја
Подручје Ковиље насељено још у време праисторије. Развој већег насеља почиње средином 18. века са развојем краљевског погона тканина у датом градићу. Град је ускоро назван „португалским Манчестером“. Град је добио градска права 1870. године.
Почетком 20. века развој текстилне индустрије досегао је врхунац, али касније је дошло до пропасти дате индустрије и назадовања града. Последњих деценија Ковиља се махом развија као обласно седиште са бројним јавним службама и универзитетом.

## Становништво
По последњих проценама из 2009. г. општина Ковиља има око 55 хиљада становника, од чега око 31 хиљада живи на градском подручју. Околно сеоско подручје је изузетно слабо насељено (< 25 ст./км²).

## Партнерски градови
- Рубе
- Madalena

## Галерија
- Панорама Ковиље
- Богородичина црква
- Универзитет у Ковиљи
- Главни градски трг